# Xokleng
Gli Xokleng, Xoclengues o Laklãnõ sono un gruppo etnico del Brasile che ha una popolazione stimata in 2.020 individui (2010). Gli odierni componenti degli Xokleng sono gli ultimi sopravvissuti di un processo di colonizzazione e di sterminio avvenuto tra il XIX e il XX secolo.
Gli Xokleng hanno ricevuto diverse denominazioni dai colonizzatori e dagli etnografi, come il termine dispregiativo "Bugres" oppure Botocudos, Aweikoma, Xokrén e Kaingang de Santa Catarina. Queste denominazioni sono dovute alla loro vicinanza linguistica e culturale con i Kaingang e alla scarsa conoscenza della loro etno-storia. Oggi molti xokleng si autodenominano Laklanõ, che significa "popolo del sole" o "popolo veloce".
Gli indigeni furono vittime dei bugreiros, assassini che venivano pagati dal governo o da società private per catturare e uccidere gli indigeni. I bugreiros attaccavano a sorpresa le comunità Xoclengues e uccidevano migliaia di persone, tra cui donne incinte e bambini. In alcuni casi catturavano i bambini indigeni e li vendevano come schiavi o li regalavano a famiglie bianche. Alcuni bambini Xokleng furono anche adottati da missionari o da funzionari del Servizio di Protezione agli Indigeni (SPI), un'istituzione creata dal governo brasiliano per controllare e assimilare le popolazioni indigene. Queste pratiche causarono la perdita dell'identità culturale e linguistica di molti bambini Xokleng.

## Lingua
Parlano la lingua Xokleng (codice ISO 639: XOK), lingua che appartiene alla famiglia linguistica Jê. La lingua xokleng è una lingua agglutinante, con una struttura sintattica di tipo SOV (soggetto-oggetto-verbo) e ha una ricca morfologia verbale, con diversi modi, tempi, aspetti e persone. Ha anche un sistema di classi nominali che determina il genere e il numero dei nomi.

## Insediamenti
Vivono nello stato brasiliano di Santa Catarina, nella Terra Indígena Ibirama, a circa 260 chilometri a nord-ovest di Florianópolis (capitale dello stato di Santa Catarina).

## Storia

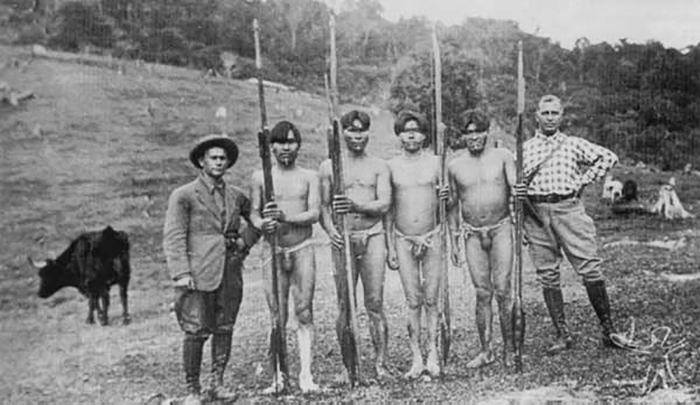
Contatto con i bianchi

Prima del contatto con i bianchi le famiglie erano estese e organizzate secondo il principio della uxorilocalità, cioè il marito andava a vivere nella casa della moglie dopo il matrimonio. Le relazioni di parentela erano basate su un sistema di classi terminologiche, che definiva i diritti e i doveri reciproci tra i parenti. I ruoli sociali erano differenziati secondo il sesso e l'età. Gli uomini si occupavano della caccia, della pesca e della guerra, mentre le donne si occupavano della raccolta, dell'agricoltura e della cura dei bambini. I bambini apprendevano le conoscenze e le abilità necessarie per la vita sociale attraverso il gioco e l'imitazione degli adulti. Gli anziani erano rispettati come depositari della memoria collettiva e come consiglieri nelle decisioni importanti.
Nel 1780, quando il governo portoghese promuove la colonizzazione della regione meridionale del Brasile, incentivando l'immigrazione di europei e la creazione di fazendas (grandi proprietà agricole) inizia lo scontro con gli indigeni che abitano la zona, tra cui gli Xokleng.
Nei primi decenni del XIX secolo, la colonizzazione europea ebbe inizio nel Rio Grande do Sul, fattore che portò i gruppi etnici degli Xokleng e dei Kaingang a migrare verso lo stato di Santa Catarina e provocò ulteriori fratture e conflitti tra i vari gruppi che si contendevano un territorio sempre più piccolo. Fino alla prima metà del XIX secolo, esistevano due gruppi di Xokleng, i Waikòmang e i Kañre. Questi ultimi furono soggiogati dai Waikòmang e infine inglobati nella loro stessa etnia; ciò ne decretò l'estinzione anche perché la maggior parte degli uomini Kañre fu uccisa. Dopo di allora cominciarono ulteriori nuovi conflitti all'interno dello stesso gruppo dei Waikòmang che portarono alla divisione del gruppo in tre sottogruppi:
- i Ngrokòthi-tõ-prèy, a ovest di Santa Catarina, al confine con il Paraná, nella zona del comune di Porto União
- i Laklanõ, stanziati nelle zone centrali del fiume Hercílio (o fiume Itajaí do Norte), vicino a Ibirama
- gli Angying, stanziati sulla costa, a Serra do Tabuleiro, vicino a Florianópolis."Luca Moa" o Caroline Deucher, indigena xokleng adottata da una famiglia tedesca della regione

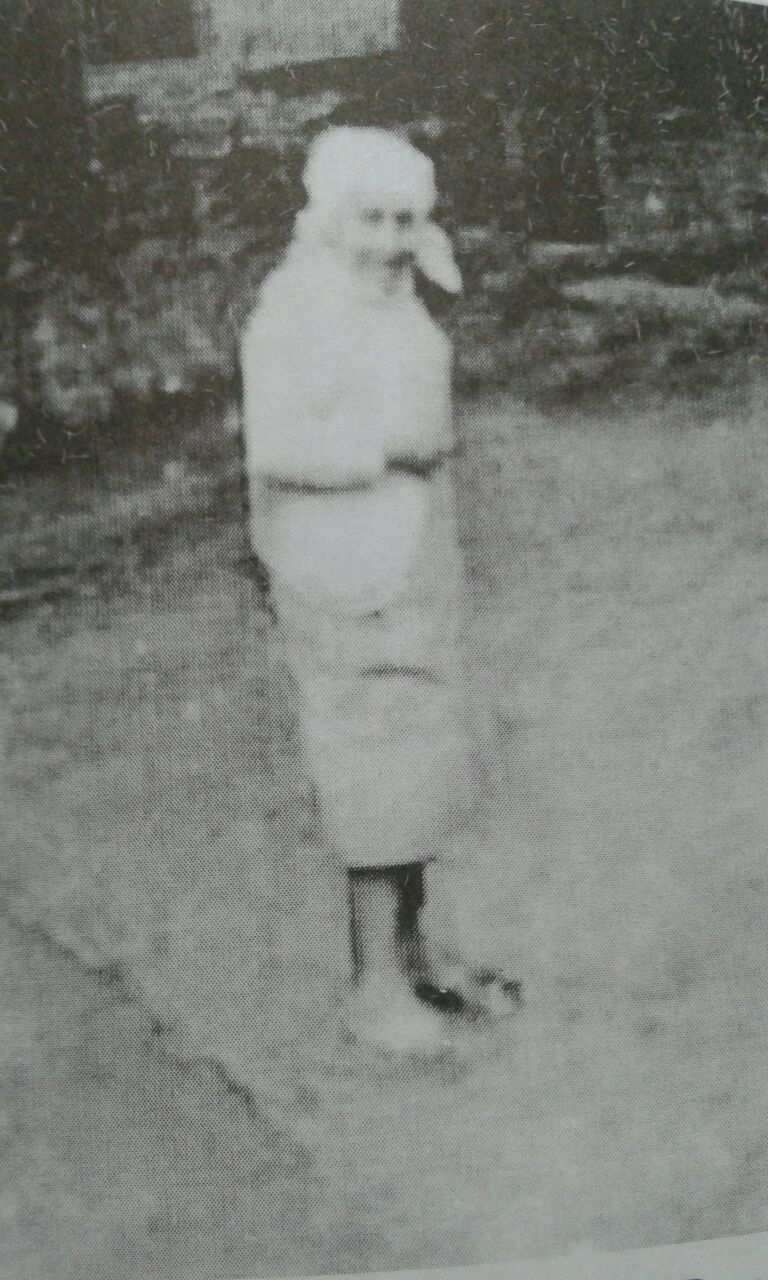
"Luca Moa" o Caroline Deucher, indigena xokleng adottata da una famiglia tedesca della regione

Un'altra fazione Xokleng fu individuata a sud, tra i comuni di São Joaquim, Orleães e Anitápolis, ma è stata poi classificata e inglobata nel sottogruppo Angying. In questo periodo mercenari pagati dalla popolazione bianca locale, i bugreiros, si resero responsabili di un vero e proprio sterminio tramite attacchi a sorpresa e l'uccisione di migliaia di Xokleng. I conflitti furono intensi e questi, uniti alle malattie infettive e mortali che si propagavano tra i gruppi etnici locali sempre più, portarono allo sterminio quasi totale degli Xokleng. L'unico sottogruppo sopravvissuto, i Laklanõ, è stato collocato nel 1914 nel territorio indigeno in cui vivono ancora oggi. Il processo di pace iniziato nel corso del XX secolo portò alla realizzazione di colonie nella valle del fiume Itajaí. Gli Xokleng hanno poi corso un nuovo pericolo di estinzione nei primi anni ottanta quando è stata costruita una diga all'interno del loro territorio.
Molti Xokleng sopravvissuti al genocidio dei bugreiros furono adottati da famiglie bianche o nere, perdendo il contatto con la loro cultura originaria. Alcuni di questi adottati si sposarono con non indigeni e generarono discendenti che non si riconoscono come Xokleng. Alcuni discendenti degli Xokleng hanno scoperto le loro origini solo recentemente, grazie a test del DNA o a ricerche genealogiche. Alcuni di loro hanno cercato di riavvicinarsi alla loro cultura ancestrale, partecipando a cerimonie e apprendendo la lingua Xokleng. Altri invece preferiscono mantenere una certa distanza, per timore di discriminazioni o pregiudizi. Quindi, è possibile che molte persone di Santa Catarina discendano dagli Xokleng senza saperlo, o senza volerlo riconoscere.

## Albert Vojtech Fric
Albert Vojtech Fric fu un famoso botanico, etnografo, scrittore ed esploratore ceco che viaggiò otto volte in America e scoprì, descrisse e catalogò molte specie di cactus. Gli indigeni sudamericani lo chiamavano Karaí Pukú (cioè Cacciatore Lungo) e in Europa divenne noto come Cacciatore di Cactus.
Fric si interessò alla cultura e alla lingua dei Xokleng e cercò di migliorare le loro condizioni di vita. Fu affascinato dalle loro cultura e lingua, così iniziò a studiarle e a documentarle. Fric tenne conferenze e mostre sui Xokleng in varie città europee, come Vienna, Praga, Berlino e Parigi. Scrisse diversi libri e articoli sui Xokleng, tra cui "Die Botocudos von Santa Catharina" (I Botocudos di Santa Catarina) e "Die Sprache der Botocudos von Santa Catharina" (La lingua dei Botocudos di Santa Catarina). Fric fu anche un difensore dei diritti dei Xokleng, che erano minacciati dai colonizzatori e dai bugreiros. Cercò di proteggere gli indigeni dalla violenza e dall'assimilazione forzata, e li aiutò a ottenere una parte del loro territorio originario. Fric fondò anche una scuola per i bambini Xokleng, dove insegnava loro la lettura e la scrittura in portoghese e nella loro lingua materna. 
Tra le altre cose che Fric fece per i popoli indigeni, si possono citare:
- Scrisse un dizionario e una grammatica della lingua Kukurá che poi si dimostrò non accurata perché costituita da parole inventate[5].
- Raccolse e pubblicò diverse leggende e miti dei Xokleng, come quello della creazione del mondo e dell’origine del fuoco.
- Realizzò una serie di fotografie e filmati sui Xokleng, documentando la loro vita quotidiana, i loro rituali e le loro tecniche di caccia.
- Promosse la vaccinazione dei Xokleng contro il vaiolo e altre malattie infettive, cercando di ridurre la mortalità causata dal contatto con i coloni.
- Difese i diritti dei Xokleng di vivere secondo le loro tradizioni e di avere accesso alle loro terre ancestrali, opponendosi alle violenze e alle invasioni dei bugreiros e dei colonizzatori.